# Jimena Luz Silva Segovia
Jimena Luz Silva Segovia (Chiloé, 1955) es una académica feminista, escritora, psicóloga social, investigadora y pintora chilena.

## Biografía
Fue una migrante-refugiada en Bolivia durante la dictadura militar chilena. Se inició en antropología sociocultural crítica trabajando con pueblos originarios quechuas en Cochabamba entre 1989 y 1998. Su libro Papa Ismusqa y la otra vida: estudio etnográfico sobre suicidio femenino en el área rural de Cochabamba es la culminación de una investigación etnográfica en la que vivió durante dos años en una comunidad donde ocurrieron múltiples suicidios de mujeres.
Estudió psicología en la Universidad Mayor de San Simón; posteriormente cursó el magíster en Estudios de Género y Cultura en la Universidad de Chile, y realizó el doctorado en antropología en la Universidad Católica del Norte y Universidad de Tarapacá. Más tarde llevó a cabo el postdoctorado en la Universidad Nacional Autónoma de México.En el Colegio de México.
Desde 2003, ha desarrollado un modelo teórico-metodológico de mapas intertextuales para el estudio del cuerpo desde las ciencias sociales, con una perspectiva feminista.
  

En 2019 publicó el libro Cuerpos Emergentes. Modelo metodológico para un trabajo corporal con mujeres; en el que desarrollo un modelo teórico-metodológico que ha sido aplicado en talleres comunitarios, en agrupaciones y colectivos en diversos países, incluyendo Alemania, España, Estados Unidos, México, Bolivia, Argentina y Chile. 
Durante estos veinte años hemos logrado perfeccionar la sistematización de los eventos significativos de la experiencia corporal a través de la recuperación de la oralidad y escritura sobre el cuerpo en su trayectoria, que hemos llamado dimensión oral. Desde allí avanzamos hacia las grafías y las autointerpretaciones individuales y colectivas, dimensión gráfica, donde emerge una riqueza simbólica original y auténtica que ilustra el mundo emocional de quienes lo trabajan, y en la autointerpretación se observa la recuperación de las voces corporales por parte de la persona [...] Los principios de una búsqueda con quienes participan de las tensiones de poder, de los mandatos de la cultura que se encarnan en los cuerpos desde los discursos institucionalizados, como valores de verdad. Estos mandatos desde la perspectiva feminista, en sus distintas vertientes, se sitúan en el núcleo crítico de este modelo. Precisamente por constituir un modelo que valora la autonomía y la voluntad de saber sobre sí mismos, se busca con quienes participan que elaboren un relato situado en su contexto, restituyendo un lenguaje corporal emocional proveniente del poder de la subjetividad, su agencia.
Desde 2020 se dedica a la pintura autodidacta vinculado a las mujeres, el cuerpo y el territorio:
Este proceso trajo a mi memoria, tantos rituales que han pasado por nuestros cuerpos en las distintas culturas, no pude obviar el dolor, la entrega, la convicción, el amor -todos los amores.
Es conocida por sus investigaciones etnográficas, cualitativas y mixtas, vinculadas a la violencia de género, la sexualidad y los derechos humanos. Desde 2020, se dedica de forma autodidacta a la pintura, explorando temas relacionados con las mujeres, el cuerpo y el territorio, junto con un trabajo académico de formación de postgrado en Género e intervención social en la Universidad Bernardo O´Higgins.

## Premios y reconocimientos
Entre los premios y reconocimientos que la escritora ha obtenido se encuentran:
- En 2005 recibió el premio Nacional Helena Caffarena por su aporte al desarrollo académico con perspectiva de género.
- En 2011 recibió un premio Nacional por su tesis doctoral relacionada al vinculo madre-hija desde una perspectiva feminista.
- En 2018 recibió la Condecoración LLAJATA DE LA CONCORDIA, por el aporte de su trabajo en DDHH al desarrollo regional. Condecoración entregada en Cochabamba, Bolivia, por la Asamblea Legislativa de Cochabamba.
- En 2024 fue homenajeada por su destacada trayectoria académica, quien luego de 25 años de servicio en la institución, se retiró de la Escuela de Psicología, Facultad de Humanidades de la Universidad Católica del Norte, para seguir nuevos proyectos en el extranjero.

## Filmografía
Ha guionizado y dirigido documentales centrado en problemas etno-comunitarios y políticos en Bolivia y Chile.
De 2015 a 2017, fue responsable del Fondo Nacional de Desarrollo Científico y Tecnológico de 2015 a2017, en donde desarrolló el proyecto titulado El lugar del padre en la cultura minera. Estudio mixto sobre experiencias de paternidad, pareja y sexualidad en trabajadores mineros y no mineros de Antofagasta y como parte de la divulgación de este último proyecto, se realizaron 3 documentales Faeneros; Salitre y Pampa RecuentoBajo la Dirección de Claudio Araya, con la Productora Diabla Cine
Mientras que, de 2018 a 2021, desarrolló la investigación Mercantilización de las emociones: el lugar simbólico de las trabajadoras sexuales en las emociones de los hombres de la gran minería del cobre chileno y como parte de la divulgación de este proyecto, se produjo el documental Angelina Duval y El cabaret del cobre, Bajo la Dirección de Claudio Araya, y Diabla Cine. Así también,  la publicación del libro En el cabaret del cobre: la mina y el sacrificio del erotismo.